# 巴斯克維爾獵犬
〈巴斯克維爾獵犬〉（The Hounds of Baskerville）是英國電視劇《新福爾摩斯》第2季的第2集，此集由馬克·加蒂斯編劇、保羅·麥桂根執導，並在2012年1月8日在BBC One和BBC HD播映。劇中演員包括班奈狄克·康柏拜區、馬丁·費里曼，以及飾演本案事主亨利·奈特（Henry Knight）的拉塞爾·托維。劇情講述亨利請福爾摩斯和華生調查其父二十年被基因改造的巨型獵犬給咬殺一案，最後卻查到出人意表的結果。這集最終共有1千萬人收看，並取得大量正面的評價。

## 劇情
劇集以一男童在二十年前目睹其父於樹林的一個沼澤遇害為開端。之後鏡頭回到現在，一名為亨利·奈特的男子在大清早就到福爾摩斯和華生的住處貝克街221B號求助。亨利告訴二人其父在二十年前曾在達特穆爾的樹林中被獵犬給咬殺。他稱那頭獵犬異常巨型，又聽聞在樹林附近有所專門製作基因改造動物的研究所，故他相信那獵犬並非正常的生物。可是，儘管事件已過20年他依未能釋懷，身旁的人也不相信他的話。昨晚他再到事發地點卻依感到異常害怕又聽到獵犬的叫聲。為此他特意找福爾摩斯和華生，希望他們能查明此事並證明自己所言屬實。福爾摩斯對此案深感興趣，於是與華生一起到巴斯克維爾的英國陸軍生化研究基地打探消息。
為進入軍方研究所，福爾摩斯使用其兄、在政府中擔當要職的邁克羅夫特的身份。不久後，一名叫羅拔·法蘭克蘭的博士在福爾摩斯面前道出了其身份及來到的原因，又說他與亨利之父為友人，並對其離世感到難過。因此，他歡迎福爾摩斯來徹查此事。隨後，福爾摩斯和華生混進研究所，但不久後就被發現其真正身份，雖因法蘭克蘭博士的掩護而免受司法制裁，但二人此行仍沒有什麼得著。
當晚，亨利告訴福爾摩斯和華生他腦海中一直浮現著「自由」和「裡」二字，並相信這和父親之死有關，但不知有何關連。隨後，他們三人一同到事發的樹林找線索和那頭獵犬。此時，華生發現背後有些閃光，並懷疑是摩斯電碼，便自行前去看燈光來源。與此同時，福爾摩斯和亨利到後者父親被獵犬咬殺的那沼澤，這兒被濃霧覆蓋，二人因看到疑似巨型獵犬的黑影在追趕他們，接著又聽到野獸的嚎叫聲而感到恐懼，而聽到犬類嚎叫聲的華生此時趕過來，碰到陷入恐慌的兩人後便決定一同離開此地。
此後，福爾摩斯和華生回到旅館，前者憶述剛才看到獵犬的經過。華生請他冷靜點，並指這只是其想像。福爾摩斯卻大表憤怒，又稱他的所見所聞都是真的並要華生不要煩他，離開旅館的華生又再次看到先前那些「摩斯密碼」，但終於找到閃光的來源後發現只不過是幾輪汽車的燈光而已。
華生其後找來亨利的心理醫生摩梯末（Mortimer）會見，查詢亨利的背景等，卻被突如其來的法蘭克蘭從中打斷。同時已經回家的亨利則不斷幻聽到獵犬的叫聲並看到獵犬的黑影。
翌日早上，福爾摩斯向華生表示亨利所說的獵犬可能不是一個字，而是縮寫。不久後雷斯垂德探長也來支援他們。隨後在得到邁克羅夫特的批准下，他們再次進入那研究基地。華生獨自走到研究所下層一間無人當值的實驗室。忽然間他被反鎖在內並聽到獵犬的叫聲，又發現其中一個籠被毀壞，像是那頭獵犬逃出來。華生大驚下躲起來並致電福爾摩斯求助，後者把他救出。
之後，福爾摩斯又以記憶法—記憶宮殿試圖找出亨利之前所提到的「自由」和「裡」是什麼意思。良久後，他聯想到這是指位於美國印第安納州的城鎮自由城。福爾摩斯其後又在研究所的電腦中得悉這兒曾進行一個名為H.O.U.N.D的研究。該研究試圖研發一種氣溶性的化學武器，這氣體是一種能使人極易受到暗示的迷幻劑。中情局曾一度想把它用作殺傷性武器。然而，由於在研究過程中，不少參與實驗者也因吸入氣體而造成生理和心理創傷，研究在1986年被迫中止。可是，福爾摩斯卻發現仍有人繼續從事有關方面的研究，而這人正是法蘭克蘭。同時，摩梯末致電華生，她稱亨利像是回想起什麼似的，並持槍走去某處。福爾摩斯聞之，他相信亨利是去沼澤，並請雷斯垂德也到此地。
眾人來到樹林後，亨利企圖吞槍自盡。福爾摩斯告訴他那頭獵犬根本不存在，真兇實是法蘭克蘭，亨利的父親是因得悉法蘭克蘭繼續從事H.O.U.N.D的研究而被殺害。在法蘭克蘭行兇當日，正是因為他穿上印有「H.O.U.N.D Liberty, In」字樣的衣服才會讓兒時的亨利記錯是獵犬咬殺其父。然而隨著亨利再次來到樹林徹查此事，法蘭克蘭為防亨利喚起真正的記憶，於是在霧氣中加入那些迷幻藥使他陷入幻覺之中。這也解釋為何福爾摩斯當晚也會「看到」那頭獵犬。此時他們又聽到獵犬的叫聲又看到了野獸的樣子，這使得亨利再次陷入恐慌，但原來那只是一條野狗，在該野狗衝向眾人要咬人時，華生把其射殺。之後，福爾摩斯發現又起霧並開始產生幻覺，誤打誤撞後便抓到戴著防毒面具的法蘭克蘭博士——他又來放藥。福爾摩斯恢復清醒後便將法蘭克蘭的所作所為都告訴亨利，法蘭克蘭見機逃跑，眾人隨之追捕。法蘭克蘭窮途末路誤入地雷區而亡。
隔天早上，福爾摩斯和華生談起此案。前者告訴華生當日他在實驗室聽到獵犬的叫聲是其把戲，目的是想通過實驗證明恐懼可由人為製造，以及亨利見到的獵犬可能是不存在的。華生聞之，覺得又好氣又好笑。最後一幕，鏡頭轉到去一個拘留室。邁克羅夫特把莫里亞蒂給放走，前者看莫里亞蒂把福爾摩斯的名字寫得滿壁都是。

## 出典
〈地獄犬〉的名字是源於福爾摩斯原著小說《巴斯克維爾的獵犬》。在劇集的開端，福爾摩斯手執著矛，血淋淋的出現在華生面前是取自原著小說《黑彼得探案》；隨後，他又試圖找出秘密收藏的捲煙，這橋段是來自《墨氏家族的成人禮》。福爾摩斯在實驗室中找華生當試驗是出自《血字的研究》，原著中華生參與的是有關血紅素的實驗。至於在劇集末段，兇手使用迷幻劑行兇則與《魔鬼的腳探案》的劇情雷同。
此外，本集的一些對白也是來自不同的原著小說。比如在劇集的開頭福爾摩斯對華生說：「我的就像個引擎，不受控制地轉個沒完；又像枚火箭，被卡在發射台」改編自《紫籐居探案》「我的心就像一部快速轉動的引擎，因為最初建造時沒有連接上設定的程式而被扯成了碎片」。之後，福爾摩斯尼古丁癮大發，他對房東太太和華生說「我需要比茶刺激性強7%的東西」是源於《四簽名》中他慣用7%可卡因溶液。其後，福爾摩斯在樹林中對華生表示「排除所有的不可能，剩下的無論多難以置信，都是真相」是原著中的經典台詞。
劇中部份人物的名字也是出自原著小說。其中，本集的事主亨利的名字就是源於《巴斯克維爾的獵犬》的亨利爵士；至於劇中的嚮導費查（Fletcher）則是向伯特倫·弗萊徹·魯賓遜（Bertram Fletcher Robinson）致敬，此人是原著小說作者亞瑟·柯南·道爾爵士的友人，他給了柯南·道爾很大的創作靈感。

## 製作

### 選角

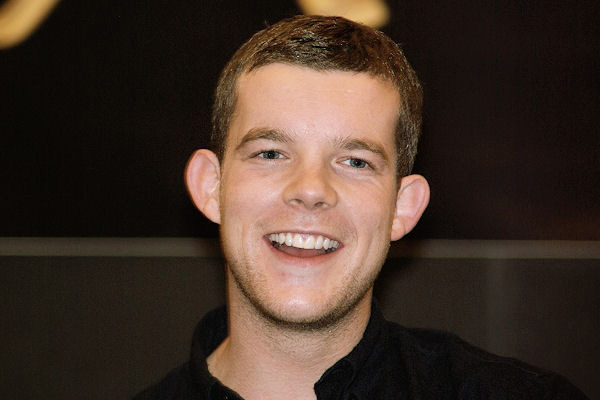
英國演員拉塞爾·托維在本集中出演亨利·奈特一角。

〈地獄犬〉的主角除福爾摩斯和華生外，還有亨利·奈特。劇組在2011年6月宣佈英國演員拉塞爾·托維將會參演《新福爾摩斯》的第二季第二集。托維對於成為劇中的一角感到相當興奮，並稱與康柏拜區和費里曼拍戲的過程很美妙。對於亨利這角色，托維表示他不想讓該角只是說話口齒不清，而是雖受困擾但仍成熟可靠的人。為此，編劇馬克·加蒂斯把該角加入了幸存者内疚感的元素。值得一提的是，劇組最初打算讓托維的侄子飾演兒時的亨利。然而，由於他年紀過輕的關係，該角色最終還是由另一名兒童演員扮演。

### 劇本創作
〈地獄犬〉是改編自亞瑟·柯南·道爾爵士的《巴斯克維爾的獵犬》。在小說中，福爾摩斯和華生需要到一間別墅查案，由於恐怖的氣氛，該作成為福爾摩斯原著中一部最有名的小說。由於小說的知名度高，編劇馬克．蓋提斯認為他有更大的責任把原著中的恐怖元素注入劇中。他解釋「我想把劇集變愈恐怖愈好，但這不是鬼屋般的驚嚇，而是不知名政府和陰謀論這些會使現代人覺得害怕的東西。所以，〈地獄犬〉的主題不是可怕的鬼屋，而是黑暗的謠言」。
此外，福爾摩斯的性情也被改寫。在原著中，福爾摩斯是一個絕對理性的人物，事事會以常理來分析，且不帶任何感情，尤其是遇上不可能的事情時，這情況會變得更為明顯。但在劇中，為使福爾摩斯變得更人性化，蓋提斯刻意把這角色加添了情感。在這一集中，當福爾摩斯在幻覺下看到獵犬時就怕得不敢相信此事。
一些劇情也被改寫。在〈地獄犬〉，白瑞摩（Barrymore）是男管家，而在劇集中，他成了陸軍研究基地的少校；摩梯末醫生則由男性變為女性。另外，在原著的初稿中，本有亨利爵士誤殺摩梯末一幕，但劇組認為後者的離世會使亨利崩潰，故此他們棄用了這劇情。初稿中，還有亨利爵士之父因私事被殺，劇組則改寫成他因知道法蘭克蘭繼續從事迷幻劑的研究而惹來殺機。最後一幕也與原著不一，莫里亞蒂在小說中被判入獄；但在本集，他卻被邁克羅夫特從拘留室釋放。

### 拍攝和效果

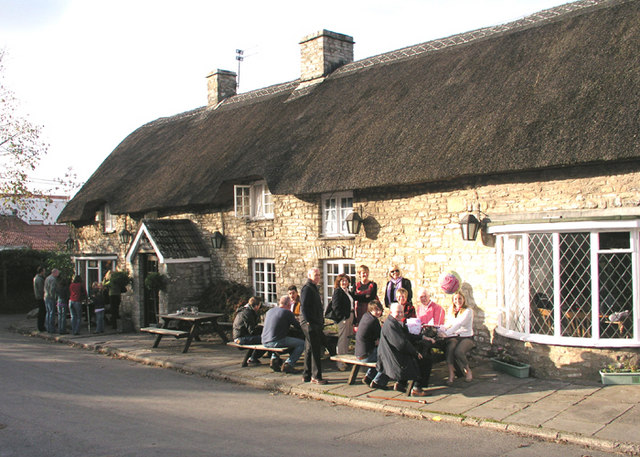
福爾摩斯和華生到過的旅館是取景自格拉摩根谷的聖希利村。

〈地獄犬〉在2011年5月正式開鏡，並用了四個星期來拍攝，一些的補鏡則在同年7月和8月完成。拍攝地點主要在南威爾士。劇組解釋選擇在這兒取景是因為「看起來很英格蘭」，而福爾摩斯和華生到過的旅館是位於格拉摩根谷的聖希利村。為了答謝該村落讓出地方拍攝，劇組在製作完畢後向當地捐出了500英鎊 。
除了南威爾士和達特穆爾外，劇組還在其它地方取景。當中包括卡迪夫的威爾士大森林地質公園（Forest Fawr Country Park）、倫敦高爾北街（North Gower Street）185號等和達特穆爾的獵犬谷等。至於劇中所謂的研究所其實是鄰近梅瑟蒂德菲爾的一間芯片加工工廠。
另一方面，本劇出現過不少動物，比如一隻發光的兔子和那頭獵犬。為了使獵犬在鏡頭前顯得更為真實，但又要避免被觀眾投訴，劇組最終採用電腦效果繪出牠而非在真的狗上加工。但發光兔子卻不是由電腦造出來的，而是由劇組人員在一頭真的白兔表面添上可於水母找到的綠色熒光蛋白 。

## 回響
〈地獄犬〉在2012年11月8日在BBC One和BBC HD首播。當晚的初步調查指，全英共有816萬通過電視收看此節目，收視率達29%。儘管相比上一集，這集的收看人數減少了40萬人，但它還是同一時段中最多人收看的電視節目。而在其後發佈的最終收視報告更指有1266萬觀眾觀看此劇，成為這星期內收視亞軍。BBC Three亦在一星期後重播此劇，也有70萬人收看。另外，直至到同年5月，還有160萬人通過BBC iPlayer 看這一集，是2012年上半年收看人數第三高的節目。
考慮到這集一些鏡頭具「溫和的武力成份」，英國電影分級委員會把這集列為12級，即適合12歲以上的觀眾收看。此外，本集已被收藏在《新福爾摩斯》第二季的影碟中，並以DVD和藍光光碟的形式在2012年1月23日發售。

### 評價
〈地獄犬〉取得大量的好評。《每日電訊報》在5顆星為滿分下給了4星。主筆戴維絲以「很棒」來形容此集，又認為福爾摩斯在片中變得更人性化﹔對於事主被迷幻藥加害，以致誤認為其父被獵犬所殺的劇情，戴維絲感到相當驚喜。多媒體和評論網站TV Fanatic在5星為滿分下給了3星，主編保羅稱這集的美術指導令人讚不絕口，細節也做得很好。
《衞報》的山姆·沃拉斯頓也喜歡這集。他說劇情有二十一世紀的味道，福爾摩斯也一如大家所望的聰明機智，而氣氛也讓人毛骨悚然。《廣播時報》的大衛·畢查在對比上集的開場後，大讚本集善用令人緊張不安的攝影手法，加上懸疑和偏執，使人不寒而慄。免費報章《都會報》的基斯杜化評此集完美的把「霧、不祥的沼澤、現代和節奏明快的驚悚片」結合起來，加上康柏拜區出眾的演技，使得看《新福爾摩斯》的一個半小時過得特別快。
獨立出版社《Den of Geek》的路易莎·梅勒稱讚這集的恐怖環節處理得非常好，並將此歸功於負責配音的大衞·阿諾德和馬克爾·派斯。同時，她又大讚編劇馬克·加蒂斯對劇情的編排，特別是福爾摩斯使用記憶宮殿的那一幕。另一方面，她也嘉許托維和費里曼精湛的演出。總結道，她以劇的一句「這一案，太棒了，謝謝」來形容本集。IGN的克里斯·提莉在10分中給了7分，但認為這集的主要劇情不足以演繹90分鐘，劇集要以無關痛痒的情節和效果來支撐，讓人看得失去耐性。不過，她還是對劇中三位主角的演出表示欣賞。
CultBox的大衛·劉易斯評論道，這集是一輯「關於化學戰爭、掩蓋和巨型犬科，又頗為直接的恐怖片」。對於那頭獵犬的造型，劉易斯則直言「這一如過去各福爾摩斯電影和電視劇般的差勁」。摩根．傑弗里在《Digital Spy》則給了剛剛相反的意見，他認為那頭獵犬的像真度很高，使他印象深刻，又覺得這集既有趣又可怕。
然而，並非所有評價人也滿意這集。WhatCulture的湯·雷恩在5星為滿分下只給了本集2星半。他說考慮到原著的著名度和本電視劇的成功度，這集無疑是平庸的。《衛報》的斯圖亞特也有同感，他認為這集沒有預期般好看，又指福爾摩斯和華生各為其政，失去了過去的化學反應。約翰·特蒂在娛樂報紙《影音俱樂部》更是大力加鞭，他給了本集C-的低分，批評這集莫不相干的枝節太多、摩梯末醫生沒有存在的必要以及結局脫離現實，更重要的是法蘭克蘭行徑特出，「像是把奸角二字寫在額頭上」，總的來說，這集實在讓人大失所望。雖然如此，特蒂還是對托維的演出很欣賞。

## 資料來源
1. 1 2 3  . The A.V. Club. 2012-05-13  [2014-02-02]. （原始内容存档于2014-01-22）.
2. 1 2 3 4 5  .   [2014-02-02]. （原始内容存档于2014-02-02）.
3. 1 2  McLean, Gareth. . Radio Times. BBC Magazines. 2012-01-08  [8 January 2012]. （原始内容存档于2013-12-05）.
4. ↑  . Leaky News. 2012-01-13  [2012-05-15]. （原始内容存档于2013-11-03）.
5. 1 2  . TV Fanatic. 2012-05-13  [2012-05-15]. （原始内容存档于2013-11-02）.
6. ↑  .   [2014-02-02]. （原始内容存档于2013-12-12）.
7. ↑  Jeffery, Morgan. . Digital Spy. Hachette Filipacchi Médias. 2011-06-30  [2012-04-06]. （原始内容存档于2012-07-16）.
8. ↑  Martin, Will. . Cult Box. 2011-11-01  [2012-05-06]. （原始内容存档于2013-11-03）.
9. 1 2 3 4 5 6 7 8 9 10 11 12  馬克·蓋提斯、史蒂芬·莫弗特、拉塞爾·托維、蘇惟周.  (Sherlock, Complete Second Series (DVD/Blu-ray) Disc 1). 2 Entertain. 2012.
10. ↑  班奈狄克·康柏拜區、馬丁·費里曼、保羅·麥桂根、史蒂芬·莫弗特.  (Sherlock, Complete Second Series (DVD/Blu-ray) Disc 2). 2 Entertain. 2012.
11. ↑  . Wales Online. Trinity Mirror. 2012-01-07  [2012-01-17]. （原始内容存档于2012-01-15）.
12. ↑  .   [2014-02-02]. （原始内容存档于2014-02-19）.
13. ↑  Gilbert, Gerard. . The Independent (Independent Print Limited). 2011-12-09  [2012-01-09]. （原始内容存档于2013-12-16）.
14. ↑  Plunkett, John. . The Guardian. Guardian Media Group. 2012-01-09  [2012-05-05]. （原始内容存档于2012-01-13）.
15. ↑  . Broadcasters' Audience Research Board.   [2012-05-05]. （原始内容存档于2012-12-17）.
16. ↑  . Broadcasters' Audience Research Board.   [2012-05-05]. （原始内容存档于2016-03-04）.
17. ↑  . Broadcasters' Audience Research Board.   [2012-05-07]. （原始内容存档于2012-12-17）.
18. ↑  . The Daily Telegraph. 2012-05-29  [2012-06-08]. （原始内容存档于2017-09-09）.
19. ↑  . British Board of Film Classification. 2011-12-20  [2012-01-08]. （原始内容存档于2012-07-19）.
20. ↑  . BBC Shop. BBC Online.   [2012-04-07]. （原始内容存档于2012-01-20）.
21. ↑  . BBC Shop. BBC Online.   [2012-05-07]. （原始内容存档于2012-01-20）.
22. 1 2  Davies, Serena. . The Daily Telegraph. Telegraph Media Group. 2012-01-08  [2012-05-09]. （原始内容存档于2013-12-16）.
23. ↑  Wollaston, Sam. . The Guardian (Guardian Media Group). 2012-01-08  [2012-01-08]. （原始内容存档于2013-01-09）.
24. ↑  Butcher, David. . Radio Times. BBC Magazines.   [2012-01-08]. （原始内容存档于2014-02-09）.
25. ↑  Hootan, Christopher. . Metro. Associated Newspapers. 2012-01-08  [2012-05-10].
26. 1 2 3  Mellor, Louisa. . Den of Geek. 2012-01-08  [2012-05-09]. （原始内容存档于2012-04-14）.
27. 1 2  Tilly, Chris. . IGN. News Corporation. 2012-01-09  [2012-05-09]. （原始内容存档于2012-01-29）.
28. 1 2  Lewis, David. . CultBox. 2012-01-08  [2012-05-09]. （原始内容存档于2013-11-03）.
29. ↑  Jeffery, Morgan. . Digital Spy. Hachette Filipacchi Médias. 2012-01-08  [2012-05-09]. （原始内容存档于2014-01-13）.
30. 1 2  Ryan, Tom. . WhatCulture. 2012-01-10  [2012-05-10]. （原始内容存档于2012-02-21）.
31. ↑  Heritage, Stuart. . The Guardian. Guardian Media Group. 2012-01-09  [2012-05-10]. （原始内容存档于2012-01-12）.

## 外部連結
- 互联网电影数据库上The Hounds of Baskerville的资料（英文）
- "The Hounds of Baskerville"（页面存档备份，存于）